# H. J. Koehler Motor Corporation
H. J. Koehler Motor Corporation, vorher H. J. Koehler Sporting Goods Company, war ein US-amerikanischer Hersteller von Kraftfahrzeugen.

## Unternehmensgeschichte
Die H. J. Koehler Sporting Goods Company hatte den Sitz in New York City. Ab 1898 wurden Automobile vertrieben. Genannt sind Fahrzeuge von Rider-Lewis Motor Car Company und Hupmobile. 1910 begann die Produktion eigener Personenkraftwagen und Nutzfahrzeuge. Dazu gab es ein Werk in Bloomfield in New Jersey. Der Markenname lautete Koehler. 1912 endete die Pkw-Produktion.
1918 kam es zur Umfirmierung in H. J. Koehler Motor Corporation. Lastkraftwagen entstanden bis 1923.

## Fahrzeuge
Das einzige Pkw-Modell 40 hatte einen Vierzylindermotor mit 4600 cm³ Hubraum und 40 PS Leistung. Das Fahrgestell hatte 284 cm Radstand. Der Aufbau war ein Tourenwagen mit fünf Sitzen.
Die Nutzfahrzeuge hatten einen Motor von Hercules. Sie waren mit 1 bis 5 Tonnen angegeben.